# مدار ۶۵ درجه جنوبی
مدار ۶۵ درجه جنوبی، دایره‌ای از عرض جغرافیایی است که در ۶۵ درجهٔ جنوبی خط استوا  قرار دارد.

## گذر از مناطق
از نصف‌النهار مبدأ شروع می‌شود و به سمت مشرق ۶۵ درجه جنوبی از موارد زیر گذر می‌کند:
| مختصات‌ها                                           | کشور، قلمرو یا دریا | توضیحات                                                                                                |
| -------------------------------------------------- | ------------------- | --- |
| ۶۵°۰′ جنوبی ۰°۰′ شرقی / ۶۵٫۰۰۰°جنوبی ۰٫۰۰۰°شرقی    | اقیانوس منجمد جنوبی | South of the اقیانوس اطلس South of the اقیانوس هند South of the اقیانوس آرام South of the اقیانوس اطلس |
| ۶۶°۰′ جنوبی ۶۳°۱۲′ غربی / ۶۶٫۰۰۰°جنوبی ۶۳٫۲۰۰°غربی | جنوبگان             | شبه‌جزیره جنوبگانی, claimed by آرژانتین, شیلی and بریتانیا                                              |
| ۶۶°۰′ جنوبی ۵۹°۳′ غربی / ۶۶٫۰۰۰°جنوبی ۵۹٫۰۵۰°غربی  | اقیانوس منجمد جنوبی | South of the اقیانوس اطلس                                                                              |